# آلویز
آلویز یک مارک محصولات بهداشتی زنانه از جمله پدهای ماکسی، پدهای فوق‌العاده نازک، پانتیللرها و دستمال مرطوب زنانه است که توسط پروکتر اند گمبل تولید شده‌است. نخستین بار در ایالات متحده در بازارهای آزمایشی در بهار سال ۱۹۸۳ و سپس در ماه مه ۱۹۸۴ در سطح ملی معرفی شد. در اواخر سال ۱۹۸۴، آلویز در سطح جهانی در انگلستان، کانادا، فرانسه، آلمان و آفریقا معرفی شده بود. با توجه به Rising Tide: درسهایی از ۱۶۵ سال ساختن برند در پروکتر اند گمبل، آلویز «اولین برند جهانی جهانی» پروکتر اند گمبل بود.
آلویز با نام ویسپر در ژاپن، سنگاپور، هند، چین، کره جنوبی، فیلیپین، تایلند، هنگ کنگ، تایوان، ویتنام، مالزی، استرالیا، کامبوج و اندونزی با نام لاینز در ایتالیا و تحت نام Orkid در ترکیه و تحت نام‌های آواکس و آوزونیا در اسپانیا و پرتغال وجود دارد. بازاریابی برای این محصول شامل وب سایت BeingGirl شرکت می‌باشد.

## محصولات
خط محصول آلویز شامل موارد زیر است:
- Ultra Thins
- Maxis
- Always Fresh Scented Pads

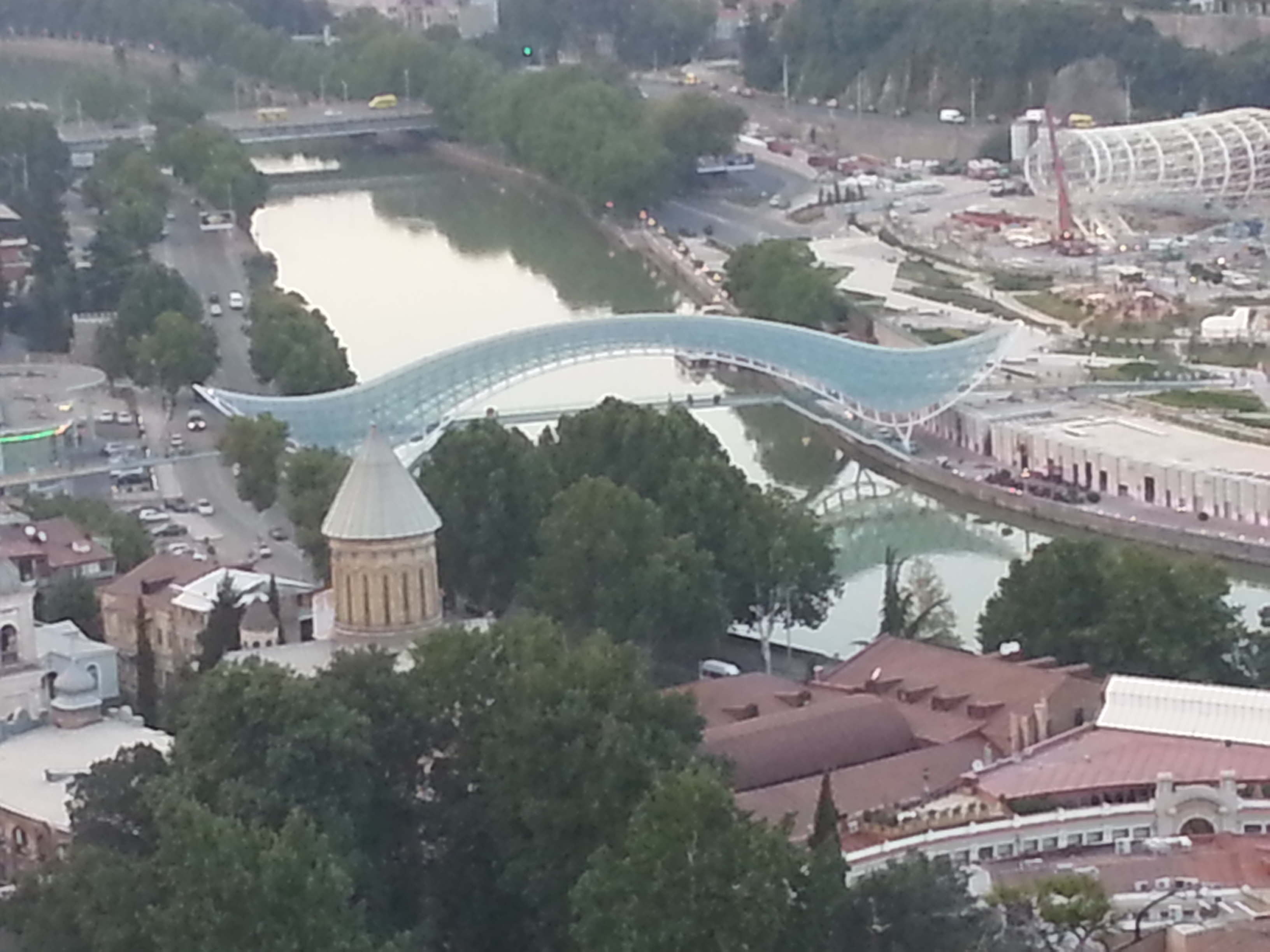
پل صلح، تفلیس، جورجیا

- Pantyliners (also called dri-liners)
- دستمال‌های زنانه
- Always Sensitive
- Always Discreet; formerly Always Envive (incontinence liners, pads, and knickers)
- Always Infinity
- Always Radiant

این محصول در بللی ، انتاریو، کانادا در کارخانه با مساحت ۷۰۰۰۰۰ متر مربع تولید می‌شود. این کارخانه با انباری به وسعت ۱۷۵۰۰۰ متر مربع یکی از بزرگترین تولیدکنندگان پروکتر اند گمبل در آمریکای شمالی است.

## در فرهنگ عامه
در تفلیس، جورجیا، پل صلح به دلیل شباهت به یک ماکس پد، به نام پل آلویز اولترا نامیده شده‌است.

## نگارخانه

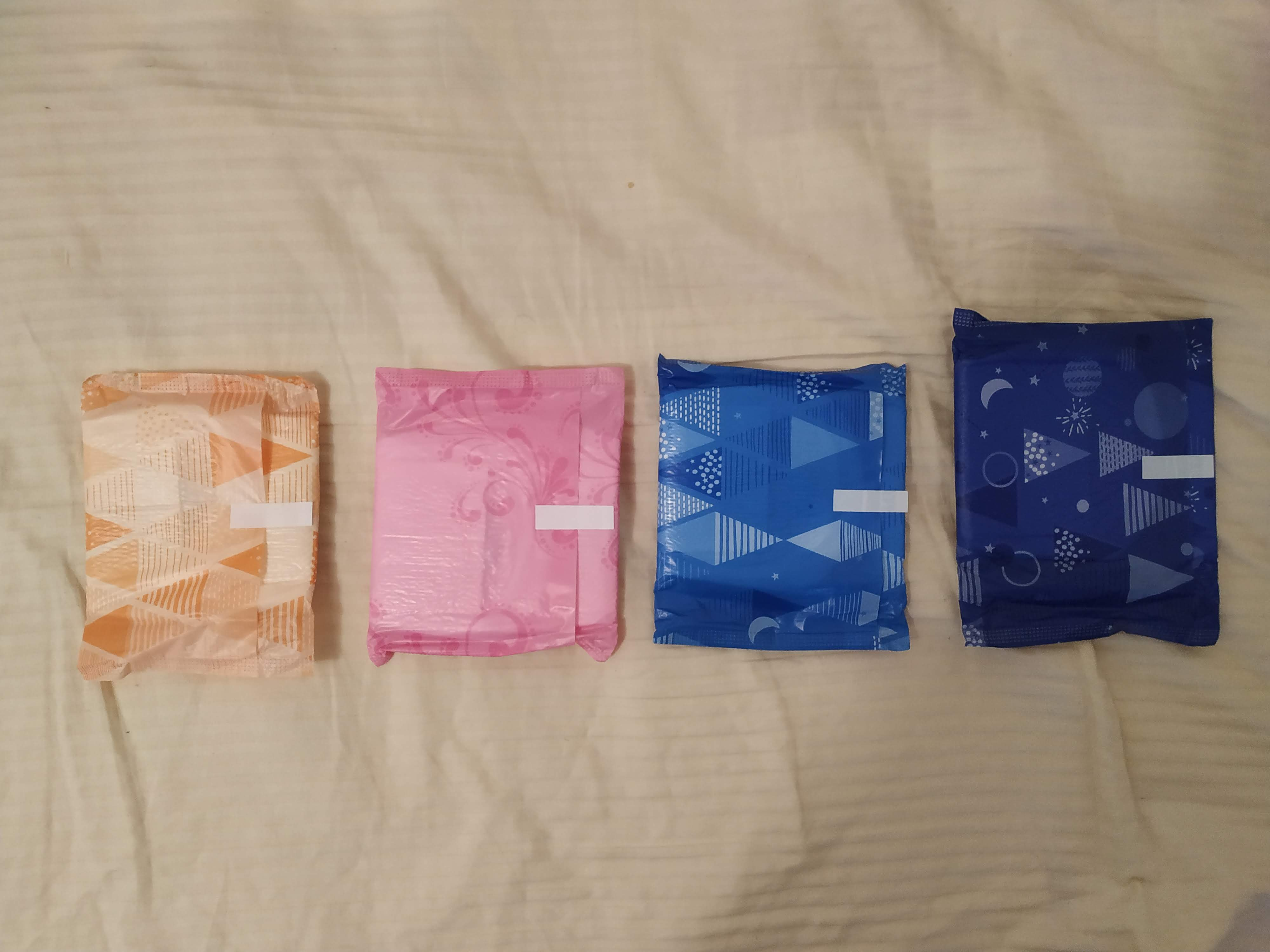
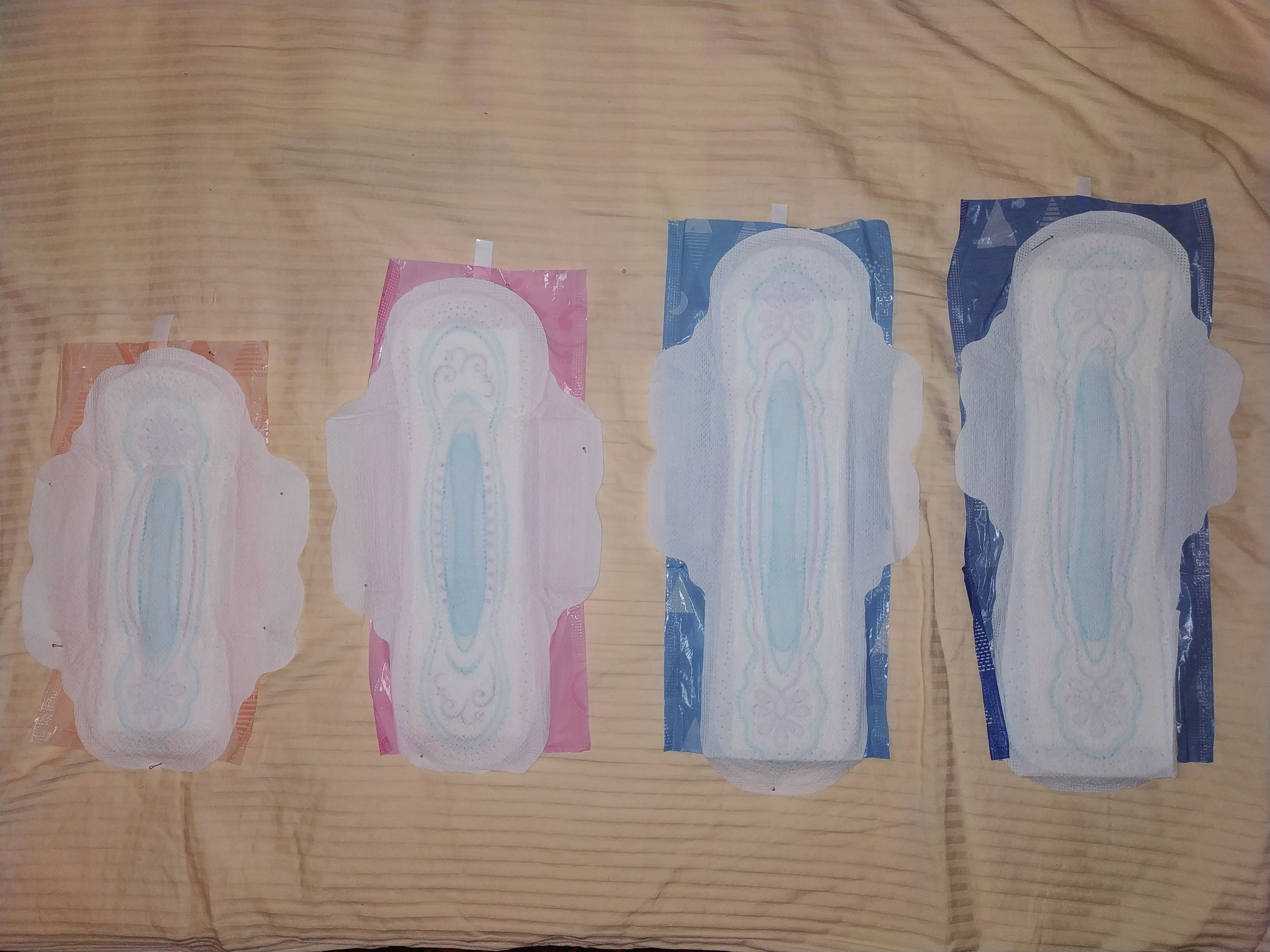
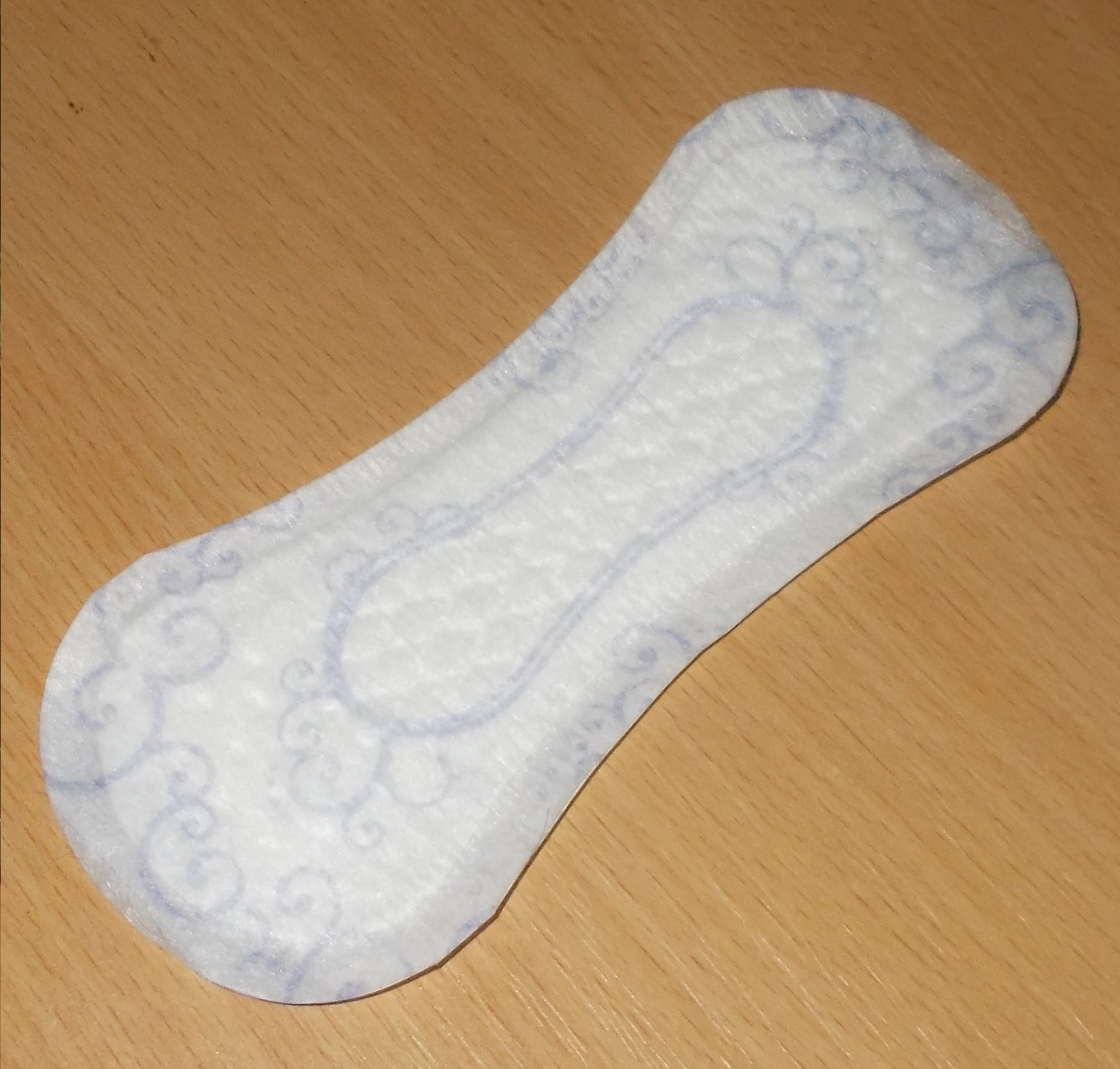
Always Platinum Pantyliner
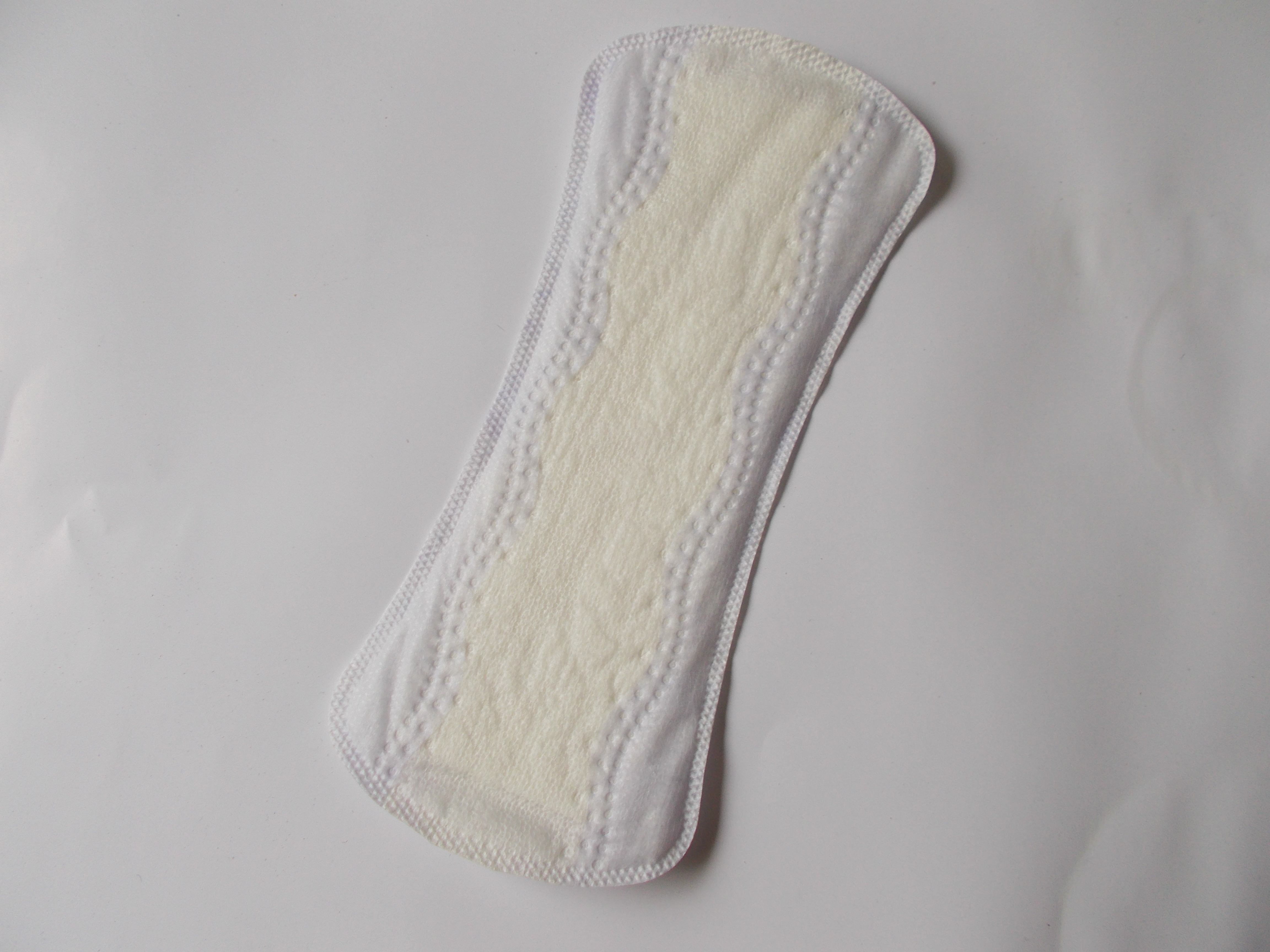
Always dailies long
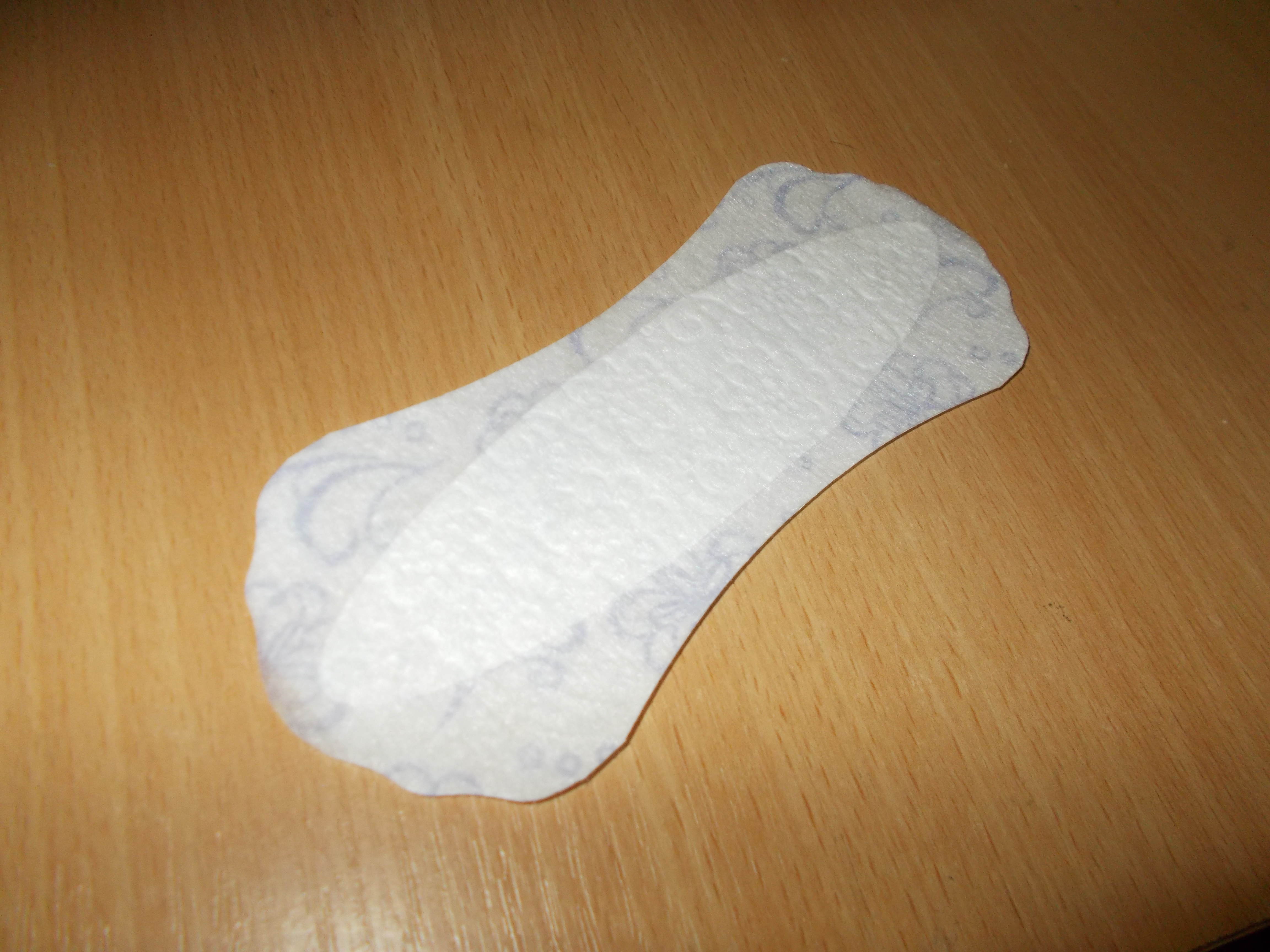
Discreet Pantylinner
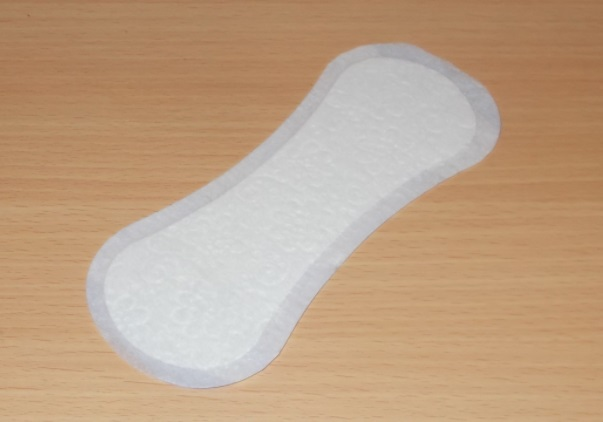
Discreet Normal
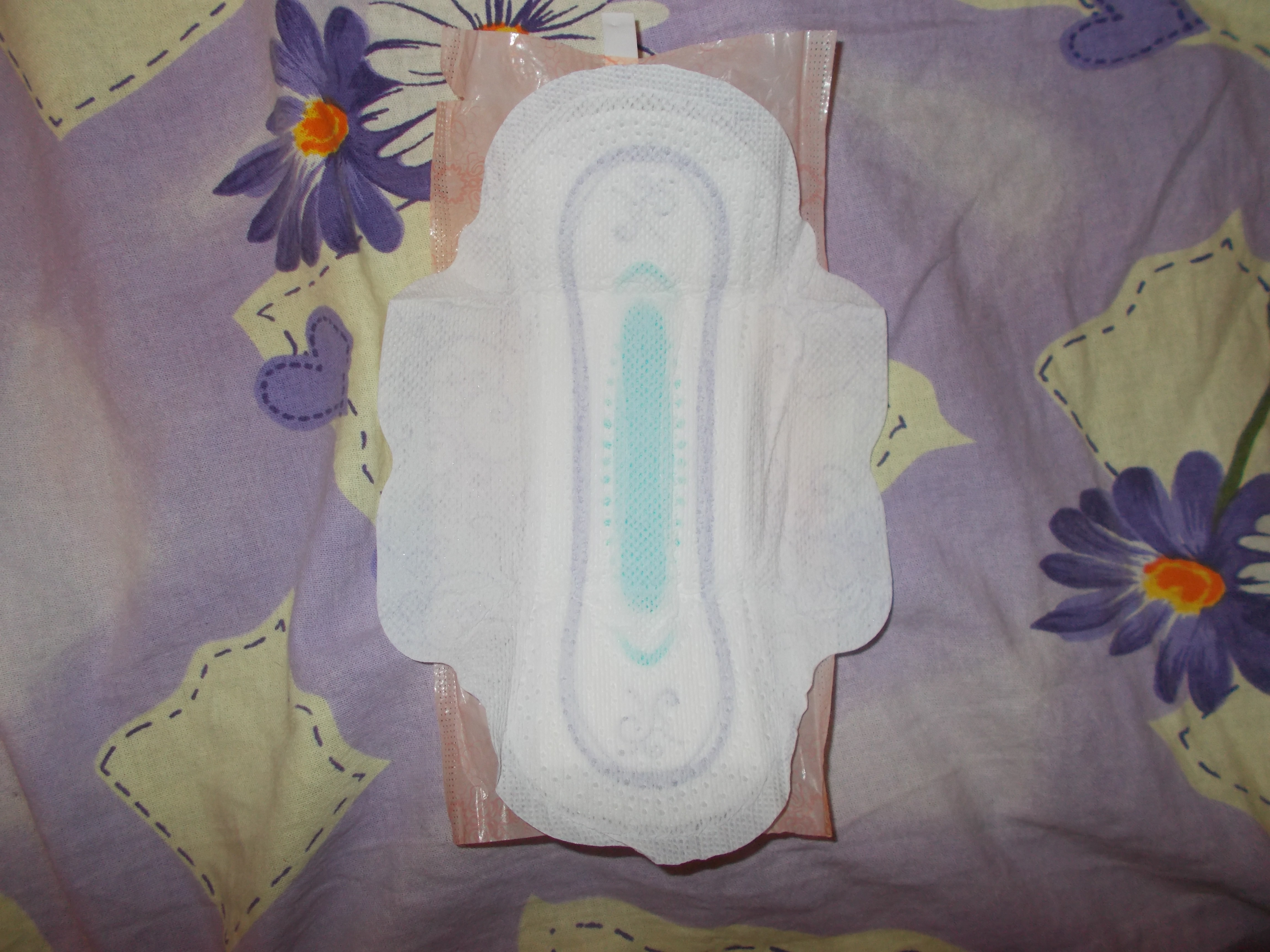
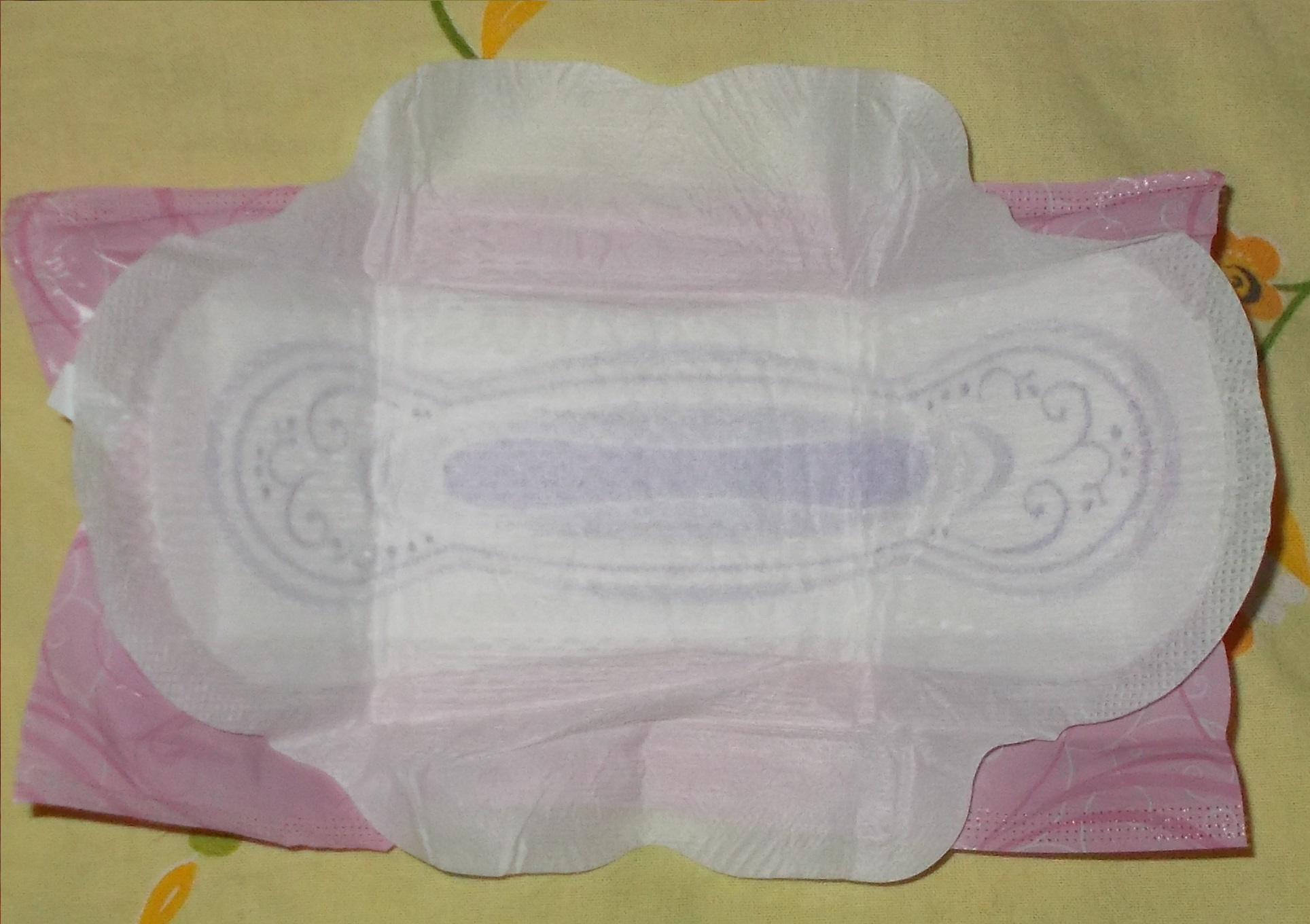
Always Sensitive
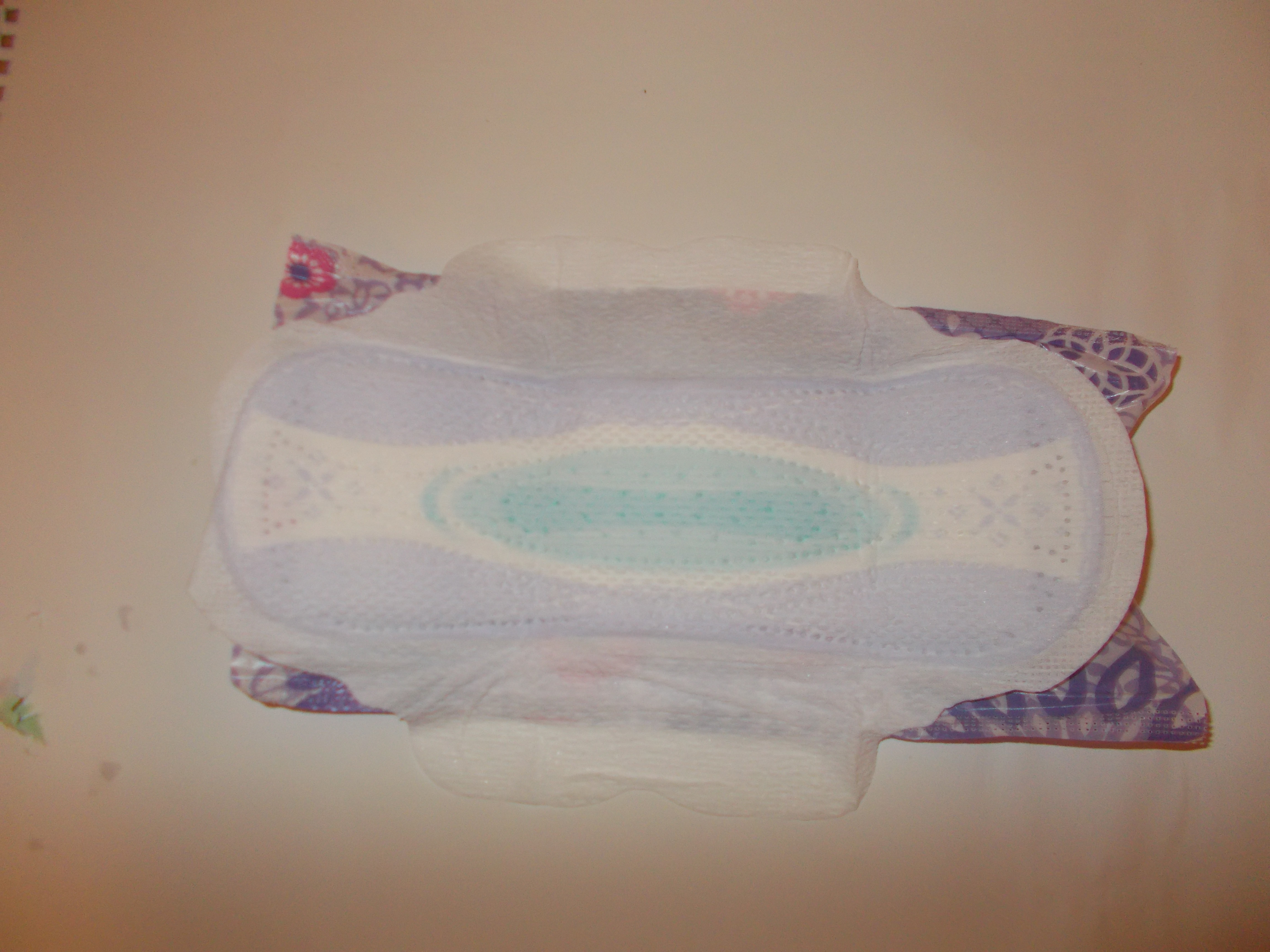